# Изяшева
Изяшева — упразднённая деревня в Аргаяшском районе Челябинской области. На момент упразднения входила в состав Аязгуловского сельсовета. Исключена из учётных данных в 1980 г.

## География
Располагался в центре района, в истоке безымянного ручья, в 8 км (по прямой) к юго-западу от села Аргаяш.

## История
По данным на 1926 год деревня состоял из 53 хозяйств. В административном отношении входила в состав Аргаяшской волости Аргаяшского кантона Башкирской АССР.
По данным на 1970 год деревня входила в состав Норкинского сельсовета. В деревне размешалась бригада колхоза имени Ленина.
Исключена из учётных данных решением Челябинского областного Совета народных депутатов от 23.04.1980 года № 185.

## Население
| 1970 | 1977 |
| ---- | ---- |
| 85   | ↘24  |

По переписи 1926 года в деревне проживало 230 человек (112 мужчин и 118 женщин), основное население — башкиры.